# Centralförbundet för lant- och skogsbruksproducenter

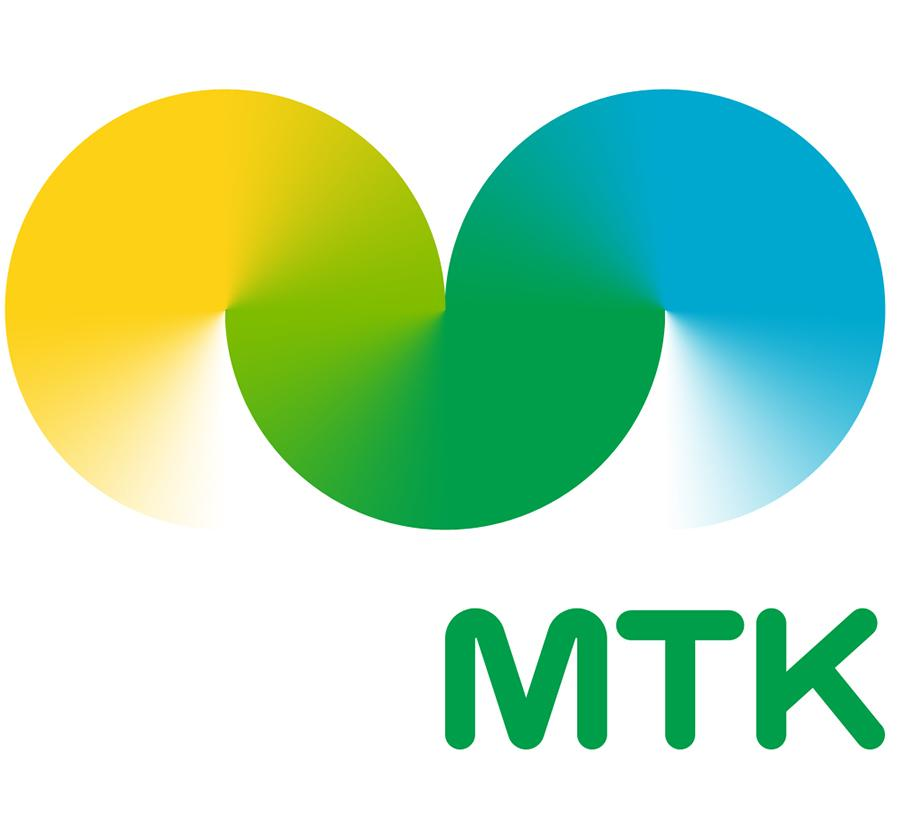

Centralförbundet för lant- och skogsbruksproducenter (finska: Maa- ja metsätaloustuottajain keskusliitto, MTK), grundades 1917 i Helsingfors med uppgift att främja jord- och skogsbrukets samt landsbygdsföretagsamhetens utveckling och att bevaka medlemmarnas ekonomiska och sociala intressen. Organisationen är finskspråkig, medan Svenska lantbruksproducenternas centralförbund är den finlandssvenska motsvarigheten.
MTK var under många decennier efter andra världskriget en av landets mäktigaste intresseorganisationer, vars inflytande sträckte sig till de flesta områden av samhällslivet. Förbundet hade ännu på 1950-talet svår konkurrens av ett antal till de politiska partierna knutna småbrukarorganisationer, men lyckades sedermera uppnå en dominerande position. Dess inflytande minskade dock sedan Finland 1995 inträtt i Europeiska unionen. 
MTK består av 16 lantbruksproducentförbund, till vilka hör omkring 400 lokala producentföreningar, samt 13 skogsägarförbund; antalet enskilda medlemmar var 2004 omkring 170 000, varav 3 900 skogsägare. År 2005 upptogs Finlands pälsdjursuppfödares förbund som medlem i MTK. För utbildning av funktionärer och medlemmar har förbundet ett institut i Hagalund, Pellervo-instituutti, som grundades 1991 tillsammans med det kooperativa Sällskapet Pellervo. Dess språkrör är tidningen Maaseudun Tulevaisuus.